# اریوپس
اریوپس (Eryops) یا کشیده‌چهره (نام آن برگرفته از یونانی ἐρύειν, eryein به معنی «کشیده» + ὤψ, ops به معنی «چهره»، زیرا بیشتر جمجمه آن در جلوی چشمانش بود) یک سرده از بریده‌مهرگان دوزیست منقرض‌شده است. این سرده شامل یک گونه به نام Eryops megacephalus است که فسیل‌های آن عمدتاً در سنگ‌های اوایل دوره پرمین (حدود ۲۹۵ میلیون سال پیش) در تخت‌های سرخ تگزاس، واقع در شهرستان آرچر، تگزاس یافت شده‌اند. فسیل‌ها همچنین در سنگ‌های اواخر دوره کربنیفر از نیومکزیکو یافت شده‌اند. چندین استخوان‌بندی کامل از در سنگ‌های پرمین زیرین یافت شده است، اما استخوان‌های جمجمه و دندان رایج‌ترین فسیل‌های آن هستند.

## توصیف

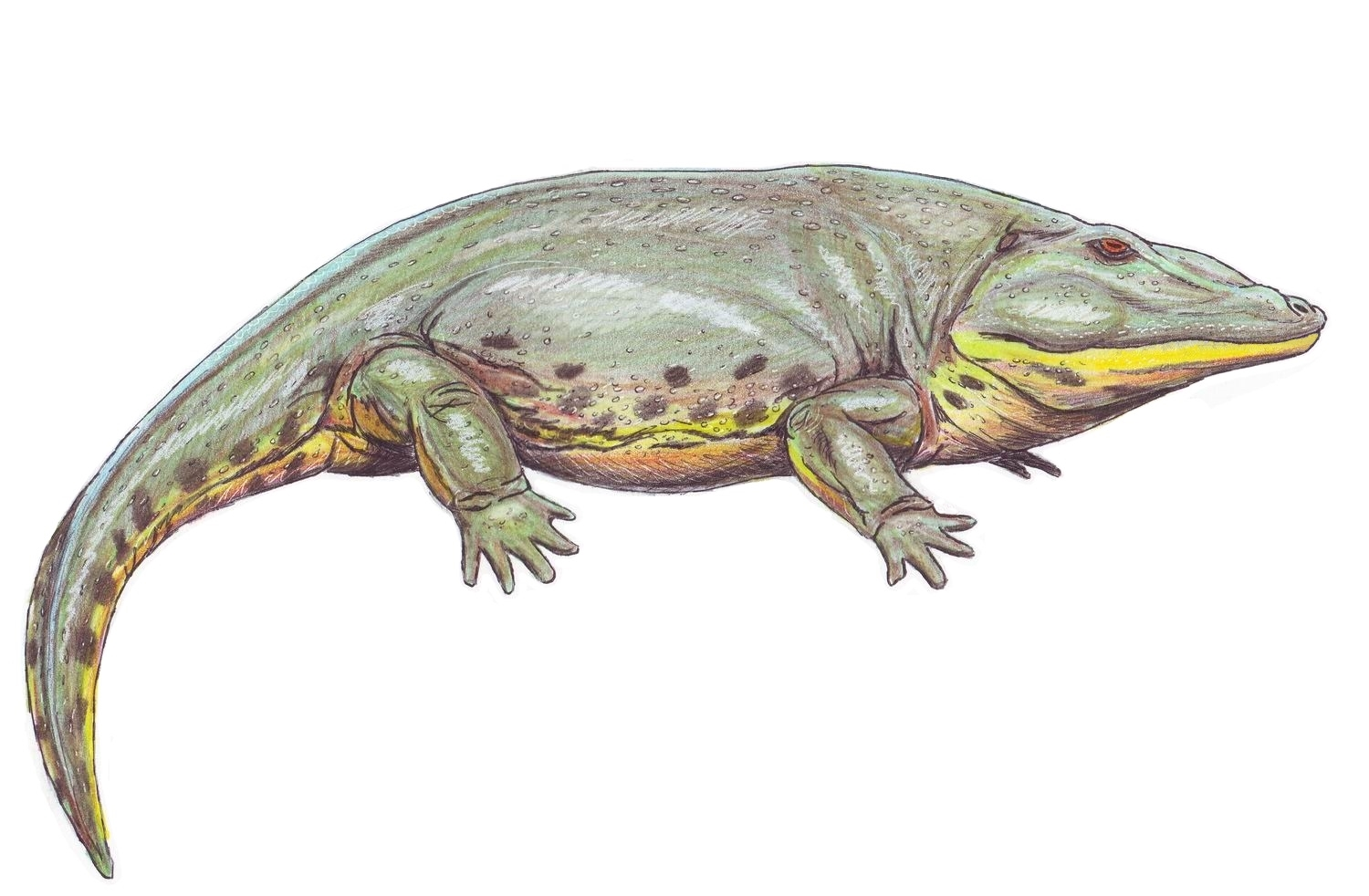
بازسازی شکل

کشیده‌چهره به‌طور متوسط کمی بیش از ۱٫۵ تا ۲ متر طول داشت و می‌توانست تا ۳ متر رشد کند و آنها را در میان بزرگ‌ترین حیوانات خشکی زمان خود قرار می‌دهد. وزن بزرگسالان بین ۱۰۲ تا ۲۲۲ کیلوگرم بود. جمجمه متناسب با بدن بزرگ بود، پهن و صاف بود و به طول ۶۰ سانتی‌متر می‌رسید. دهانی بزرگ با دندان‌های خمیده زیادی داشت، مانند دندان‌های قورباغه‌ها. دندان‌های آن دارای مینای دندان با الگوی چین‌خورده بود که منجر به طبقه‌بندی اولیه آن به عنوان یک «مازدندان» شد. شکل و سطح مقطع دندان‌های اریوپس آنها را فوق‌العاده قوی و در برابر تنش مقاوم می‌کرد. کام یا سقف دهان حاوی سه جفت دندان نیش خمیده به عقب بود و پوشیده از برآمدگی‌های استخوانی رو به عقب بود که برای به دام انداختن طعمه‌های لغزنده پس از گرفتن استفاده می‌شد. این، همراه با دهان گشاد، نشان‌دهنده یک روش تغذیه اینرسی است، که در آن حیوان طعمه خود را می‌گرفت و به جلو می‌برد و طعمه را بیشتر به داخل دهان خود می‌راند.
اریوپس بسیار قوی‌تر و تنومندتر از خویشاوندانش بود و دارای عظیم‌ترین و سنگین‌ترین اسکلت استخوانی در بین تمام تمسوسپوندیل‌های شناخته شده بود. اندام‌ها به ویژه بزرگ و قوی بودند. کمربند شانه‌ای بسیار توسعه یافته بود و اندازه بزرگ‌تری برای اتصال ماهیچههای بیشتر داشت. مهم‌تر از همه، کمربند شانه‌ای از جمجمه جدا شده بود که منجر به بهبود حرکت در خشکی می‌شد. کلوستروم کراسپتریژی به عنوان ترقوه حفظ شد و میان‌ترقوهinterclavicle به خوبی توسعه یافته بود و در زیر سینه قرار داشت. در اشکال اولیه، دو استخوان ترقوه و میان‌ترقوه (اینترکلاویکل) می‌توانستند به صورت شکمی به گونه‌ای رشد کنند که یک صفحه پهن سینه تشکیل دهند، اگرچه این مورد در اریوپس وجود نداشت. قسمت بالایی کمربند دارای یک تیغه کتف مسطح بود، با حفره گودی کاسه‌ای که در زیر قرار داشت و به عنوان سطح مفصل برای استخوان بازو عمل می‌کرد، در حالی که به صورت شکمی یک صفحه مفصل غرابی بزرگ و صاف به سمت خط میانی می‌چرخید.
لگن خاصره نیز بسیار بزرگتر از صفحه ساده‌ای بود که در ماهی‌ها یافت می‌شود و ماهیچه‌های بیشتری را در خود جای می‌داد. این استخوان تا حد زیادی به صورت پشتی گسترش یافته بود و توسط یک یا چند دنده خاجی تخصصی به ستون فقرات متصل می‌شد. پاهای عقبی تا حدودی تخصصی بودند زیرا نه تنها وزن را تحمل می‌کردند، بلکه نیروی محرکه را نیز فراهم می‌کردند. بخش پشتی لگن خاصره، استخوان تهیگاهی بود، در حالی که صفحه پهن شکمی از استخوان شرمگاهی در جلو و استخوان نشیمنگاهی در عقب تشکیل شده بود. این سه استخوان در یک نقطه در مرکز مثلث لگن به نام حفره حقه‌ای به هم می‌رسیدند و سطحی برای مفصل شدن با استخوان ران فراهم می‌کردند.
بافت پوست اریوپس توسط یک «مومیایی» فسیل شده که در سال ۱۹۴۱ توصیف شد، آشکار شد. این نمونه مومیایی نشان داد که بدن در طول زندگی با الگویی از برجستگی‌های بیضی شکل پوشیده شده بود.

## کشف و گونه‌ها

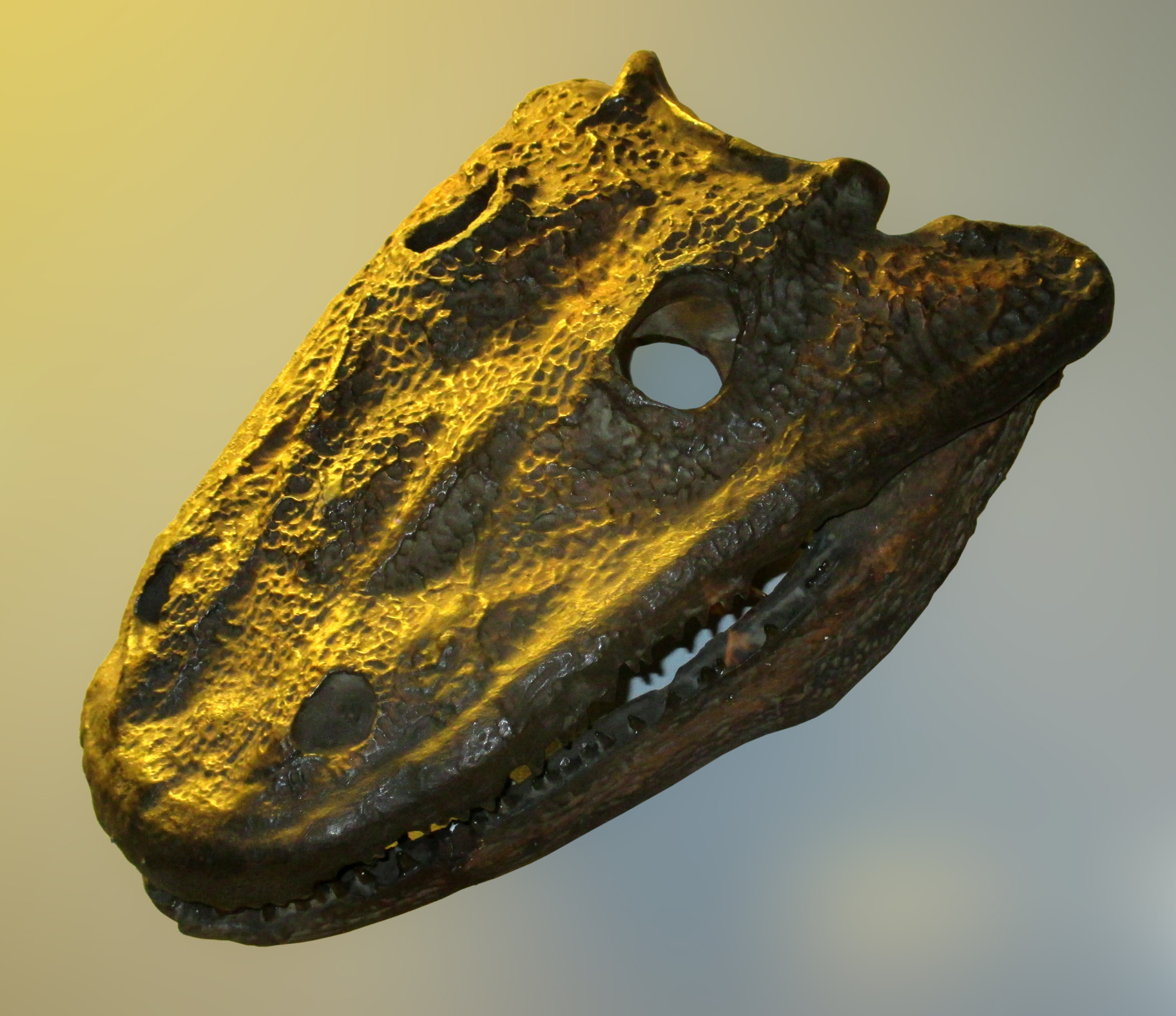
قالب جمجمه

در حال حاضر تصور می‌شود که اریوپس فقط شامل یک گونه، E. megacephalus است که به معنی «اریوپس سر بزرگ» است. سنگواره‌های E. megacephalus فقط در سنگ‌هایی یافت شده‌اند که مربوط به اوایل دوره پرمین (سن ساکمارین، حدود ۲۹۵ میلیون سال پیش) در جنوب غربی ایالات متحده، در درجه اول در سازند آدمیرال در تخت‌های سرخ تگزاس هستند. در اواسط قرن بیستم، برخی از فسیل‌های قدیمی‌تر به عنوان گونه دوم اریوپس، E. avinoffi طبقه‌بندی شدند. این گونه که از فسیل‌های دوره کربنیفر یافت شده در پنسیلوانیا شناخته شده بود، در ابتدا در جنس Glaukerpeton طبقه‌بندی شده بود. از اواخر دهه ۱۹۵۰، برخی از دانشمندان به این نتیجه رسیدند که Glaukerpeton برای داشتن جنس خاص خود بیش از حد شبیه به اریوپس  است. با این حال، مطالعات بعدی از طبقه‌بندی اصلی Glaukerpeton حمایت کردند و دریافتند که این گونه ابتدایی‌تر از اریوپس  و برخی دیگر از بریده‌مهرگان (تمنوسپوندیل‌های) اولیه است.
سنگواره‌های احتمالی کشیده‌چهره که در سنگ‌های قدیمی‌تر دوره پنسیلوانین از Conemaugh Group در ویرجینیای غربی یافت شده بودند، نیز در نهایت به عنوان بقایای Glaukerpeton شناخته شدند. در سال ۲۰۰۵، یک جمجمه که به وضوح متعلق به اریوپس بود در سنگ‌های اواخر دوره پنسیلوانین از El Cobre Canyon Formation در نیومکزیکو یافت شد که قدیمی‌ترین نمونه شناخته شده است.

## دیرینه‌زیست‌شناسی
کشیده‌چهره یکی از سهمگین‌ترین گوشتخواران اوایل پرمین و شاید تنها کسی بود که می‌توانست با هم‌کمانان غالب آن زمان رقابت کند، اگرچه به دلیل نیمه‌آبزی بودن، اگر نه بیشتر آبزی، همان‌طور که توسط ریزآناتومی استخوان‌های بلند نشان داده شده است، احتمالاً رقابت مکرری با هم‌گمانان نداشتند. اریوپس در زیستگاه‌های پست و اطراف برکه‌ها، نهرها و رودخانه‌ها زندگی می‌کردند و چیدمان و شکل دندان‌های آنها نشان می‌دهد که احتمالاً بیشتر از ماهی‌های بزرگ و چهارپایان آبزی تغذیه می‌کرده‌اند. نیم‌تنه اریوپس نسبتاً سفت و دم قوی بود، که باعث می‌شد شناگران ضعیفی باشند. در حالی که آنها احتمالاً از ماهی تغذیه می‌کردند، اریوپس بالغ باید بیشتر وقت خود را در خشکی می‌گذراند.
مانند دیگر بریده‌مهرگان اولیه بزرگ، اریوپس به آرامی و به تدریج از لاروهای آبزی رشد می‌کرد، اما آنها مانند بسیاری از دوزیستان امروزی دچار دگردیسی بزرگی نشدند. در حالی که بزرگسالان احتمالاً در برکه‌ها و رودخانه‌ها زندگی می‌کردند و شاید به کناره‌های آنها می‌رفتند، اریوپس نوجوان ممکن است در باتلاق‌ها زندگی می‌کردند، که احتمالاً پناهگاه بیشتری در برابر شکارچیان ارائه می‌کرد.